# Cirsium osseticum
Cirsium osseticum là một loài thực vật có hoa trong họ Cúc. Loài này được (Adams) Petr. mô tả khoa học đầu tiên năm 1912.